# صموئيل فروست هافيلاند
صموئيل فروست هافيلاند (بالإسبانية: Samuel Frost Haviland)‏ هو شخصية أعمال تشيلي، (و. 1798  م).